# Фам Ван Донг
Фам Ван Донг  (в'єт. Phạm Văn Đồng; 1906–2000) — в'єтнамський державний та політичний діяч, прем'єр-міністр країни у 1955–1987 роках.

## Біографія
Народився 1 березня 1906 року в провінції Куангнам, у родині селянина. Сам Фам Ван Донг у приватних бесідах стверджував, що народився на три роки раніше, 1903, в родині мандарина у центральній провінції Куангнгай.
Освіту здобував у Ханойському коледжі, де навчання здійснювалось французькою. Вже тоді він почав брати участь у революційній боротьбі, 1925 року вступив до Товариства революційної молоді В'єтнаму. З 1930 року — член Комуністичної партії Індокитаю.

### Революційна діяльність
1929 року Фам Ван Донг був заарештований французькою колоніальною владою та засуджений до 10 років ув'язнення. 1936 року, коли у Франції до влади прийшов уряд Народного фронту, був звільнений з в'язниці. Переховувався від влади в Китаї. 1941 року став одним з організаторів Ліги боротьби за незалежність В'єтнаму (В'єтмінь). У 1941–1945 роках брав участь у створенні революційних баз у Північному В'єтнамі.

## На державних постах
1945 року увійшов до складу Національного комітету визволення В'єтнаму. Після Серпневої революції 1945 року став міністром у Тимчасовому уряді Демократичної Республіки В'єтнам.
З кінця 1946 до 1949 року Фам Ван Донг був спеціальним представником ЦК Партії трудящих В'єтнаму й уряду ДРВ у Центральному В'єтнамі. У 1949—1955 роках — заступник прем'єр-міністра ДРВ Хо Ші Міна, одночасно з серпня 1954 року — міністр закордонних справ. 1954 року Фам Ван Донг очолив в'єтнамську делегацію на перемовинах з проблеми Індокитаю в Женеві. Його переконливі виступи й підтримка з боку радянської та китайської делегацій призвели до підписання угоди з Францією, за якою В'єтнам здобув незалежність. Після цього Фам Ван Донга почали називати «обличчям і голосом В'єтнаму».
З вересня 1955 року Фам Ван Донг — прем'єр-міністр та одночасно (до 1961 року) міністр закордонних справ ДРВ. Після об'єднання з Південним В'єтнамом, з липня 1976 року — прем'єр-міністр уряду об'єднаної Соціалістичної Республіки В'єтнам.
Член Політбюро ЦК Партії трудящих В'єтнаму (з 1951), член Політбюро ЦК Комуністичної партії В'єтнаму (з 1976).
1987 року 86-річний Фам Ван Донг залишив пост глави уряду та став радником ЦК КПВ. Незважаючи на похилий вік і сліпоту, часто з'являвся на публіці. Писав статті до в'єтнамських газет, в яких нерідко казав про корупцію, що роз'їдає компартію. Серед в'єтнамців Фам Ван Донг мав авторитет як людина виважених міркувань та поміркованих поглядів.
Останні півроку життя провів у лікарні. Помер 29 квітня 2000 року, напередодні 25-ї річниці перемоги В'єтнаму у війні зі США, через що повідомлення про його смерть було перенесено, але потім було проголошено триденну жалобу.